# Lagarde-Paréol
Lagarde-Paréol este o comună în departamentul Vaucluse din sud-estul Franței. În 2009 avea o populație de 294 de locuitori.

## Evoluția populației
| An        | 1975 | 1982 | 1990 | 1999 | 2006 | 2009 |
| --------- | ---- | ---- | ---- | ---- | ---- | ---- |
| Populație | 135  | 255  | 279  | 297  | 274  | 294  |